# Manicouagan Reservoir

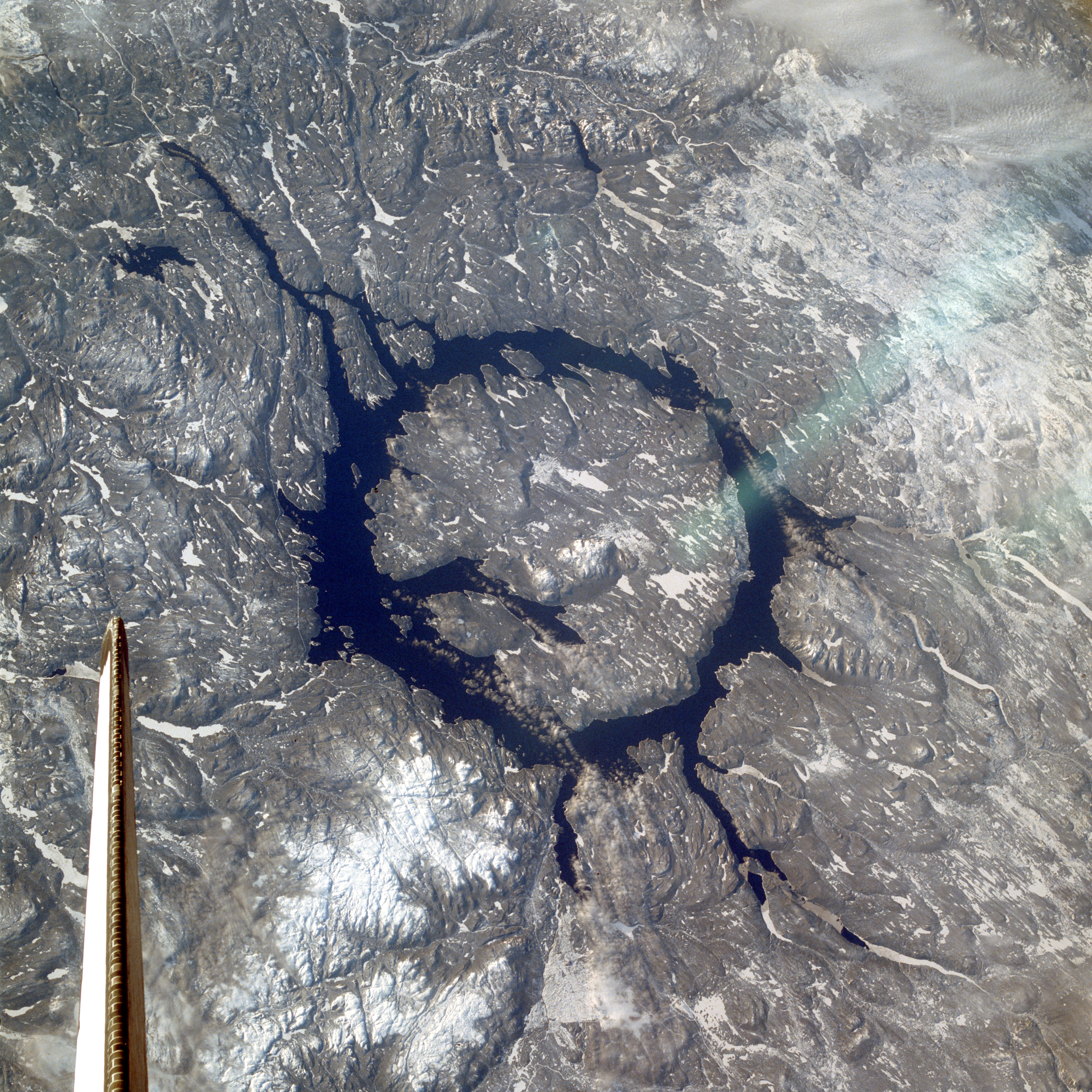
De krater in de winter, gezien vanuit een spaceshuttle

Het Manicouagan Reservoir (ook bekend als Lake Manicouagan) is een ringvormig kratermeer in het noorden van Québec, Canada. Het meer is het overblijfsel van een inslagkrater die vermoedelijk 212 miljoen jaar geleden is ontstaan. Het is de op drie na grootste inslagkrater ter wereld, maar moet die plaats delen met de Popigaikrater in Rusland. Het eiland in het midden van het meer staat bekend als René-Levasseur Island. De centrale piek van de krater heet Mount Babel.
De krater werd veroorzaakt door een planetoïde met een diameter van 5 kilometer. De krater was van oorsprong 100 kilometer breed, maar erosie en sediment hebben de diameter sindsdien verkleind tot 72 kilometer.
Het Manicouagan reservoir en René-Levasseur Island worden gezamenlijk ook wel het 'oog van Québec' genoemd.
Het meer werd vergroot door de constructie van de enorme Manicouagan of Manic waterkrachtcentrales gebouwd door Hydro-Québec gedurende de jaren zestig van de 20e eeuw. Het meer bestrijkt nu een gebied van 1.942 km². Tijdens koude of juist hete perioden van het jaar staat de waterspiegel van het meer lager doordat de turbines dan continu lopen.
De oostkust ervan is te bereiken via route 389 van Québec.